# Arroio Castelhano
O arroio Castelhano é um curso de água que atravessa a cidade de Venâncio Aires, no Rio Grande do Sul. Sua importância se deve porque 95% do abastecimento de água realizado pela CORSAN nesse município é graças a esse curso de água. A bacia hidrográfica alcança 675,3 km² e o rio tem extensão de mais de 100 km.  Possui 8 nascentes send que a principal encontra-se em Linha Datas.